# 玉野井芳郎
玉野井 芳郎（たまのい よしろう、1918年1月23日 - 1985年10月18日）は、日本の経済学者。経済学博士（東北大学・1960年）。東京大学名誉教授。正四位、勲三等旭日中綬章。

## 人物
弟に発生学の専門家、千葉大学名誉教授の玉野井逸朗がいる。
経済学者大河内一男の弟子の一人。
専攻は経済理論、経済学史。後期にはエコロジーや反近代主義に関心を移し、カール・ポランニーやイヴァン・イリイチを日本に紹介した。
著作集全4巻がある。
1984年、小出昭一郎、槌田敦、河宮信郎、室田武、藤田祐幸らとエントロピー学会を設立している。エントロピー読本に村上陽一郎、武谷三男、鶴見和子、廣松渉、伏見康治、宇井純、野坂昭如らの著名人が執筆しているのは玉野井芳郎の影響力が貢献している。1985年第二回シンポジウム 後に亡くなり、エントロピー学会の理論的支柱の一つを失っている。

## 略歴
- 1918年1月23日　山口県柳井市生まれ
- 旧制柳井中学（柳井高等学校の前身）、山口高等商業学校（現山口大学経済学部）卒業
- 1941年12月　東北帝国大学法文学部経済科卒業
- 1948年8月　同大学助手、講師を経て東北大学助教授
- 1951年3月　東京大学教養学部助教授
- 1958年9月　ハーヴァード大学に留学（～1960年1月）
- 1960年1月　東北大学経済学博士「リカアドからマルクスへ」
- 1960年7月　東京大学教養学部教授
- 1973年9月　西ドイツボーフム大学、ケルン大学にて研究（～1974年3月）
- 1978年4月　東京大学定年退官、沖縄国際大学教授
- 1978年5月　東京大学名誉教授
- 1985年3月　沖縄国際大学退官、明治学院大学教授
- 1985年10月18日　逝去（67歳）

## 著書

### 単著
- 『リカアドオからマルクスへ：古典経済学批判史』 新評論社 1954
- 『マルクス経済学と近代経済学』 日本経済新聞社 1966
- 『日本の経済学』 中公新書 1971
- 『転換する経済学：科学の統合化を求めて』 東京大学出版会 1975（UP選書）
- 『地域分権の思想』 東洋経済新報社 1977
- 『経済理論史』 東京大学出版会 1977
- 『エコノミーとエコロジー：広義の経済学への道』 みすず書房 1978
- 『市場志向からの脱出：広義の経済学を求めて』 ミネルヴァ書房 1979
- 『地域主義の思想』 農山漁村文化協会 1979
- 『経済学の主要遺産』 講談社学術文庫 1980
- 『生命系のエコノミー：経済学・物理学・哲学への問いかけ』 新評論 1982
- 『地域からの思索』 沖縄タイムス社 1982
- 『科学文明の負荷：等身大の生活世界の発見』 論創社 1985
- 『玉野井芳郎著作集』 全4巻 学陽書房 1990
  - 第1巻「経済学の遺産」
  - 第2巻「生命系の経済に向けて」
  - 第3巻「地域主義からの出発」
  - 第4巻「等身大の生活世界」

### 共著
- 『経済学史』 久留間鮫造共著 岩波書店 1954
- 『現代経済入門：資本主義はどう変わりつゝあるか』 中村隆英共著 筑摩書房 1962

### 編著
- 『マルクス価格理論の再検討』 青木書店 1962
- 『大恐慌の研究：1920年代アメリカ経済の繁栄とその崩壊』 東京大学出版会 1964
- 『現代の経済組織』 日本評論社 1970
- 『経済体制』 日本評論社 1975

### 共編著
- 『二重構造の分析』 内田忠夫共編 東洋経済新報社 1964
- 『経済学の名著：12選』 松浦保共編 学陽書房 1973（名著入門ライブラリー）
- 『近代日本を考える：日本のインテレクチュアル・ヒストリー』 有沢広巳共編 東洋経済新報社 1973
- 『近代経済学の系譜：その史的再検討』 柏崎利之輔共編 日本経済新聞社 1976
- 『経済思想史読本』 水田洋共編 東洋経済新報社 1978
- 『いのちと農の論理：都市化と産業化を超えて』 坂本慶一・中村尚司共編 学陽書房 1984

### 翻訳
- トマス・トゥック『通貨原理の研究』 日本評論社 1947
- マルサス『価値尺度論』 岩波文庫 1949
- マルサス『経済学における諸定義』 岩波文庫 1950 のち改版
- ヒルファディング『マルクス経済学研究：マルクス経済学前史 ベーム・バウェルク批判』 石垣博美共訳 法政大学出版局 1955
- D.A.シャノン『大恐慌：1929年の記録』  清水知久共訳 中公新書 1963
- リーマン『比較経済体制論　上・下』 日本評論社 1966
- P.M.スウィージー編『論争・マルクス経済学：ベーム＝バウェルク ヒルファディング ボルトキエヴィッチ』 石垣博美共訳 法政大学出版局 1969
- ハンス・ラウパッハ『ソビエト経済学の歴史』 学陽書房 1977
- カール・ポランニー『経済の文明史：ポランニー経済学のエッセンス』 平野健一郎・石井溥共編訳 日本経済新聞社 1975 / ちくま学芸文庫 2003
- ポランニー『人間の経済 1・2』 栗本慎一郎・中野忠共訳 岩波書店 1980
- イヴァン・イリイチ『シャドウ・ワーク：生活のあり方を問う』  栗原彬共訳 岩波書店 1982 のち新版、同時代ライブラリー、岩波現代文庫、岩波文庫
- イリイチ『ジェンダー：女と男の世界』 岩波書店 1984 のち新版